# Šušeoka
Šušeoka es un pueblo ubicado en el municipio de Mionica, distrito de Kolubara, Serbia.

## Superficie
Cuenta con una superficie de 4,967 kilómetros cuadrados.

## Demografía
Hasta 2022 la población era de 184 habitantes, con una densidad de población de 37,04 habitantes por kilómetro cuadrado.
| 472                                                             | 504 | 478 | 404 | 356 | 302 | 252 | 209 | 184 |
| (Fuente: Population statistics of Eastern Europe & former USSR) |     |     |     |     |     |     |     |     |